# XV Аполонов легион
Legio XV Apollinaris или XV Аполонов легион е легион на римската армия носещ името на Аполон.
Образуван от Гай Юлий Цезар през 51 пр.н.е. и взема участие в Галската война. След участие в римската гражданска война на страната на Помпей, легионът е взет от Октавиан, по-късният Август.
Взема участие в битката при Акциум 31 пр.н.е.; оттогава получава името Apollinaris. От 39 г. е стациониран в Карнунтум, а през 63 г. е преместен на източната граница на империята.
Под командата на по-късния император Тит легионът взема участие в потушаването на еврейското въстание в Галилея и Юдея. През 71 г. се връща обратно в Карнунтум.
По време на партските войни на Траян вероятно е преместен през 114 г. в Сатала, днешен Садак в днешната турска провинция Гюмюшхане. През 175 г. Авидий Касий, управител на Сирия, узурпира властта срещу Марк Аврелий. Легион XV остава верен на императора и получава след потушаване на въстанието допълнителното име Pia Fidelis („изпълнителен и верен“). Легионът е до 4 век в Сатала, нейният емблемен знак вероятно е един Грифон.
- Легионер, възстановка
- Корницен, възстановка
- Гробен камък на центурион Тит Кадилий, от legio XV в Карнунт